# Hans Hartung (film)
Hans Hartung è un documentario cortometraggio del 1971 diretto da Christian Ferlet e basato sulla vita del pittore franco-tedesco Hans Hartung.

## Riconoscimenti
- 1971 - Festival di Cannes
  - Candidatura alla Palma d'Oro per il miglior cortometraggio (Christian Ferlet)